# Скотт-Сіті (Міссурі)
Скотт-Сіті (англ. Scott City) — місто (англ. city) в США, в округах Кейп-Джірардо і Скотт штату Міссурі. Населення — 4346 осіб (2020).

## Географія
Скотт-Сіті розташований за координатами 37°13′25″ пн. ш. 89°32′19″ зх. д. / 37.22361° пн. ш. 89.53861° зх. д. (37.223658, -89.538594).  За даними Бюро перепису населення США в 2010 році місто мало площу 12,36 км², з яких 12,15 км² — суходіл та 0,21 км² — водойми.

## Демографія
Згідно з переписом 2010 року, у місті мешкало 4565 осіб у 1794 домогосподарствах у складі 1245 родин. Густота населення становила 369 осіб/км².  Було 2002 помешкання (162/км²).
Расовий склад населення:
| - 96,9 % — білих - 0,7 % — чорних або афроамериканців - 0,3 % — корінних американців - 0,2 % — азіатів |

До двох чи більше рас належало 1,1 %. Частка іспаномовних становила 1,4 % від усіх жителів.
За віковим діапазоном населення розподілялося таким чином: 25,6 % — особи молодші 18 років, 61,2 % — особи у віці 18—64 років, 13,2 % — особи у віці 65 років та старші. Медіана віку мешканця становила 36,3 року. На 100 осіб жіночої статі у місті припадало 93,5 чоловіків;  на 100 жінок у віці від 18 років та старших — 88,4 чоловіків також старших 18 років.
Середній дохід на одне домашнє господарство  становив 48 723 долари США (медіана — 33 341), а середній дохід на одну сім'ю — 58 046 доларів (медіана — 46 801). Медіана доходів становила 31 518 доларів для чоловіків та 27 188 доларів для жінок. За межею бідності перебувало 25,3 % осіб, у тому числі 35,0 % дітей у віці до 18 років та 20,7 % осіб у віці 65 років та старших.
Цивільне працевлаштоване населення становило 1927 осіб. Основні галузі зайнятості: освіта, охорона здоров'я та соціальна допомога — 29,0 %, роздрібна торгівля — 17,1 %, виробництво — 10,9 %, мистецтво, розваги та відпочинок — 10,0 %.